# MSV-R
MSV-R（エムエスブイアール）は、角川書店発行の雑誌『ガンダムエース』で2010年代前後に連載された大河原邦男によるガンダムシリーズのメカニックデザイン企画。1980年代中頃のメカニックデザイン企画『モビルスーツバリエーション (MSV)』の続編に当たる。

## 概要
2009年3月に角川書店から発売された書籍「機動戦士ガンダム原典継承 ― 大河原邦男画集」で新規のモビルスーツ (MS) が追加されたのを契機に、機動戦士ガンダム生誕30周年企画・MSV公式続編として、「ガンダムエース」2009年6月から2013年8月号まで連載された。当企画は大河原によるデザイン画と、それに基づいたイラストと解説文で構成されている。
宇宙世紀0089年、地球連邦軍が一年戦争終結10周年の区切りとして過去の資料や文献の調査をF.S.S.に依頼、調査の中で明らかになったこれまで未確認だったMSや状況がまとめられたものという設定。新たに設定されたメカニックは一年戦争期の物に限定されており、ただ新規の機体をデザインするだけではなく、『MSV』で文字設定のみで存在した機体の画稿を新規にデザインしたり、これまで模型用のカラーバリエーションとして扱われていた機体について設定付けしていることなどが特徴となっている。
さらに、不定期に読者参加によるMSデザインやキャラクター設定の公募企画がおこなわれ、そこからの新機体なども生み出されている。
本企画のメカニックや設定を題材にした漫画『機動戦士ガンダム MSV-R ジョニー・ライデンの帰還』『機動戦士ガンダム MSV-R 宇宙世紀英雄伝説 虹霓のシン・マツナガ』や小説『機動戦士ガンダム MSV-R ザ・トラブルメーカーズ』の連載など、メディアミックスもおこなわれている。

### スタッフ
- メカニックデザイン：大河原邦男
- 企画：サンライズ
- 設定協力：草刈健一、川口克己
- デザイン協力：片貝文洋（Vol.25以降）
- 協力：バンダイ ホビー事業部
- イラスト：Ken Imai (Vol.1) / 兼房光（Vol.2以降）

## SEASON 2
連載終了から10年後、『ジョニー・ライデンの帰還』が完結した翌月の『ガンダムエース』2023年10月号において、大河原の「最後の新連載」として再起動。名称は『MSV-R SEASON 2 / U.C.0079-0091』とされた。

### スタッフ (SEASON 2)
- メカニックデザイン：大河原邦男
- 企画：サンライズ
- 設定考証：岡崎昭行
- 企画協力：Ark Performance
- イラスト：兼房光

## 登場人物・部隊

### 地球連邦軍
ハジメ・シモダ
『MSV-R』のスタッフである草刈健一が、『MSV』の時代にプロモデラーとして『コミックボンボン』でも活動しはじめた当初に用いたペンネームが「下田一」である。
シモダ小隊の隊長で、階級は不明。ア・バオア・クー攻防戦時に第3艦隊に配属されており、小隊は3名とも同仕様のジム・スナイパーカスタムに搭乗する。

### 地球連邦軍 (SEASON 2)
オースティン・ブルック
レビル将軍が座乗する第1連合艦隊旗艦「フェーベ」の直掩隊として配備された315MS小隊所属で、階級は少尉。フェーベ直掩隊仕様のジム・ガードカスタムに搭乗。ニューヤーク出身の元野球選手（ポジションはキャッチャー）として活躍していたが、ジオンによる地球降下作戦で、故郷のニューヤークはジオンの古領地として地球方面軍の司令部となってしまい、それが原因でザビ家打倒を誓った。それから、大型特殊の免許をいくつか持っていたのを理由に地球連邦軍の兵学校に入隊し新設したパイロットの候補生となった。連邦軍の本拠地であるジャブローでMS操縦を経験、後にジャブローでのジオンの大規模降下作戦ではジムに乗り込み初戦で2機のザクを撃破した成果からブルー小隊に配属される。その後も教導隊として戦地を回り、さらなる実戦を経験したが、和平交渉の際にギレン・ザビによってソーラ・レイによって小隊ごと全滅。仲間達は今後も彼の功績を忘れないであろうものの、念願だった戦後、故郷であるニューヤークで野球をする事は叶わなかった。
サーカス・ブルー
315小隊所属で、階級は少尉。フェーベ直掩隊仕様のジム・インターセプトカスタムに搭乗。ルウム戦役では兄弟であるリッキーとともにトマホーク戦闘機でザクを3機倒したことがきっかけで有名になる。その後、ジャブローでMS評価試験隊としてネメシス隊と並ぶブルー教導隊として活躍。かつて宇宙で活躍していた経験が買われ、レビル艦隊の直掩隊に任命されるが、和平交渉の際にギレン・ザビによってソーラ・レイによって小隊ごと全滅したため、「星一号作戦」には参加出来なかった。戦後、ブルー兄弟の両親の元に写真が届けられたという有名な逸話もあり、この話はジャーナリストとなったカイ・シデンの書いた「消えたエースパイロットたち」にも収録されている。彼らの教導隊時代の名残りで直掩隊の機体のカラーが青となっている。
リッキー・ブルー
315小隊所属で、階級は中尉。フェーベ直掩隊仕様のジム・スナイパーカスタムに搭乗。リッキーと共にトマホーク戦闘機でザクを3機倒したことがきっかけで有名になりブルー教導隊として活躍するも、和平交渉の際にギレン・ザビによってソーラ・レイによって小隊ごと全滅。

### ジオン公国軍
以下の人物は各項目を参照。
- アナベル・ガトー
- エメ・ディプロム
- エリック・マンスフィールド
- ギャビー・ハザード
- 黒い三連星
- ジーメンス・ウィルヘッド
- ジャコビアス・ノード
- ジョニー・ライデン
- シン・マツナガ
- ユーマ・ライトニング
- ロバート・ギリアム

ガリボルディ隊
西アフリカ戦線で活躍し、ザク・デザートタイプ後期生産型を運用する。
ギュンター・バル
階級は中尉。迷彩塗装が施された陸戦高機動型ザクに搭乗し、ホガール山地でド・ダイGAに乗った状態で一度に9機の戦闘機を撃墜したことから「ホガールの鷹」の異名をもつ。アフリカ戦線で彼の所属するド・ダイとの混成部隊には陸戦高機動型ザク4機と、陸戦型ザクIIとグフが各1機配備されている。彼の僚機のド・ダイは常に機番「305」で、機首に白い甲冑が描かれていたといわれる。混成部隊に配属中の42日間に計23回出撃し、撃墜スコアは戦闘機32機、爆撃機6機、ジム1機。その後12月中旬にア・バオア・クーのMS部隊に転属するが、ド・ダイとの戦術の相性が良かったのかこちらでは目立った戦果はない。
コシンスキー
『MSV-R アクショングラフィック編』に登場。
階級は不明。 北ヨーロッパの山岳地帯にある基地に所属するザクタンク（ワイルドボア）のパイロットで、対地攻撃機マングースを1機撃墜する。
デビット・チェイスマン
階級は少佐。キマイラ隊に所属し、ゲルググ高機動型 R型に搭乗。
『MSV-R』で新たに設定されたキマイラ隊のパイロットのうち、唯一『ジョニー・ライデンの帰還』に登場していない。
プロンジュール隊
北ヨーロッパ方面を作戦海域とする部隊で、ズゴックとラムズゴックを運用する。部隊カラーは濃淡ブルーに左寄りの白いライン。なお「プロンジュール（Plongeur）」はフランス語で「潜水者」の意。

## 関連書籍
- 『機動戦士ガンダム MSV-R 連邦編』角川書店、2012年3月、ISBN 978-4-04-120210-4
- 『機動戦士ガンダム MSV-R ザク編』角川書店、2013年2月、ISBN 978-4-04-120592-1
- 『機動戦士ガンダム MSV-R ジオン編』KADOKAWA、2014年2月、ISBN 978-4-04-121018-5

『ガンダムエース』にて連載された記事を再構成した設定資料集（ただし漏れた設定もある）。編者は草刈健一。MSVの『講談社ポケット百科シリーズ 機動戦士ガンダム モビルスーツバリエーション』（ザク編、ジオン編MS・MA編、連邦軍編）を踏襲している。
- 兼房光『機動戦士ガンダム MSV-R アクショングラフィック編』角川書店、2013年2月、ISBN 978-4-04-120593-8
- 兼房光『機動戦士ガンダム MSV-R アクショングラフィック編』第2巻、KADOKAWA、2015年2月、ISBN 978-4-04-102796-7

『ガンダムエース』で連載された短編漫画。